# ميركادونا
شركة ميركادونا (فالنسيا: [meɾkaˈðɔna])تلفظ بالإسبانية: ‎/meɾkaˈðona/‏ هي سلسلة سوبر ماركت إسبانية . تمتلك ميركادونا عدد 1636 متجرا في جميع المناطق الإسبانية الـ 17 زمناطق سبتة ومليلية والبرتغال.
صنفت شركة ميركادونا في المرتبة التاسعة بين أكثر الشركات شهرة في العالم في عام 2009، من قبل معهد السمعة كما هو مدرج في مجلة فوربس الإقتصادية. 
أسس كلاً السيد/ فرانسيسكو رويج باليستر وزوجته السيدة/ ترينيداد ألفونسو موتشولي الشركة في عام 1977،  والتي بدأت كمحل جزارة صغير في قرية تافيرنيس بلانك، وهي قرية في فالنسيا ، أسبانيا.   تولى خوان رويج منصب الرئيس التنفيذي في عام 1981، ومنذ ذلك الحين توسعت الشركة في جميع أنحاء البلاد.
في التسعينيات، أشرف السيد/ خوان رويج على سلسلة من التغييرات على مستوى الشركة وكشف عن الواجهة الجديدة لسلسلة سوبر ماركت (ميركادونا) التي كانت قادرة على التنافس مع منافستها الفرنسية كارفور والجمعية التعاونية إيروسكي .

## روابط خارجية
- الموقع الرسمي